# سالار (نام)
سالار در زبان پهلوی، هم‌معنی سردار و سپهسالار و مترادف رئیس، سَروَر و مهتر است و برای فرمانده لشکر و بزرگ قوم و قبیله کاربرد داشت و از ریشه کلمه سالدار، به معنای سالخورده و ریش سفید است.
سالار همچنین یک نام فارسی رایج در ایران برای مردان است و بخصوص در استان‌های کردستان و آذربایجان استفاده می‌شود و در زمان قاجاریه به عنوان یکی از القاب سلطنتی به بزرگان و معتمدین حکومتی اعطا می‌شد. سالار از ریشه کلمه سالماق یعنی انداختن آمده است مثل آچار ، یاشار ، به معنی کسی که  می اندازد ، و کسی که در جنگ قدرتمند بوده و حریف خود را می اندازد و در نتیجه به معنی جنگجوی قوی می باشد